# Тонкомпенсация
Тонкомпенсация — процесс изменения частотных характеристик звукового сигнала в том случае, когда при прослушивании уровень его звукового давления отличается от стандартного уровня 90‒92 дБ, принятого при записи музыкальных звуковых сигналов.

## Необходимость тонкомпенсации

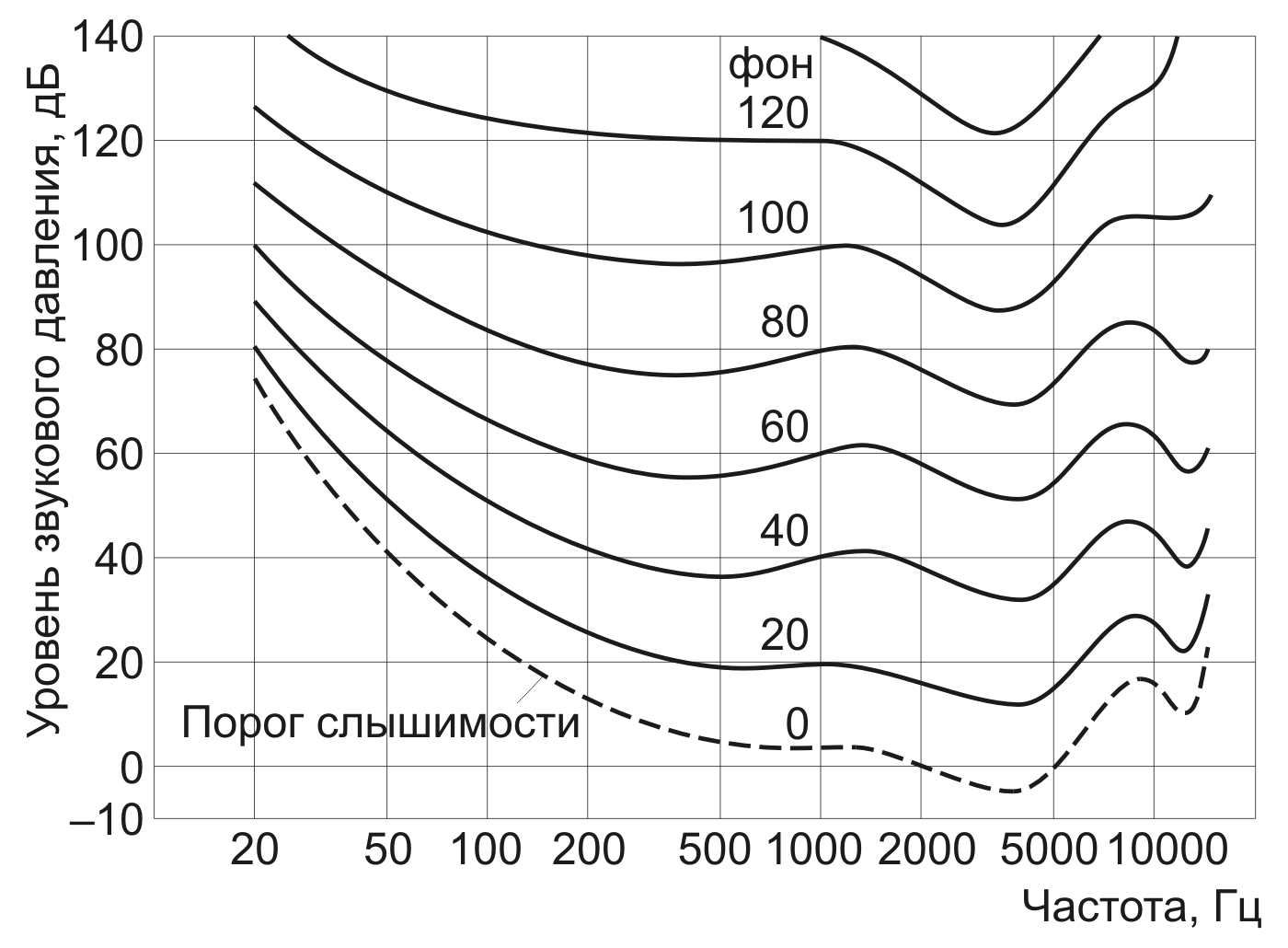
Зависимость уровня громкости от звукового давления и частоты (кривые равной громкости)

Чувствительность человеческого слуха различна к звукам разной частоты, которые имеют одно и то же звуковое давление. Иными словами, звуки одинакового звукового давления, но разной частоты, субъективно воспринимаются человеком как звуки различной громкости. Наибольшая чувствительность слуха проявляется при частоте звука около 3 кГц. Падение чувствительности слуха при частотах менее и более 3 кГц тем больше, чем меньше звуковое давление.
Запись музыкальных звуковых сигналов обычно осуществляется при уровне звукового давления 90‒92 дБ, при котором выставляется необходимый тональный баланс. В дальнейшем при прослушивании этого звукового сигнала в других условиях с меньшим звуковым давлением из-за изменения чувствительности слуха человека субъективно будет ощущаться недостаток высоких и низких частот. Для компенсации этого эффекта и применяется тонкомпенсация, которая реализуется с помощью изменения громкости отдельных частот. Тонкомпенсация осуществляется, как правило, в соответствии с кривыми равной громкости Флетчера-Менсона.

## Способы исполнения тонкомпенсации
- в звукоусилительной аппаратуре высокого класса, как правило, тонкомпенсация осуществляется при помощи специализированного регулятора громкости, реализующего изменение уровня громкости с одновременным изменением амплитудно-частотной характеристики тракта усиления в соответствии с кривыми равной громкости Флетчера-Менсона. Обычно предусматривается возможность включения или выключения тонкомпенсации по желанию пользователя (например, кнопочным переключателем);
- в простейших устройствах тонкомпенсация может осуществляться вручную, темброблоком или эквалайзером, путём изменения амплитудно-частотной характеристики звукового тракта.